# Antonie Nedošinská

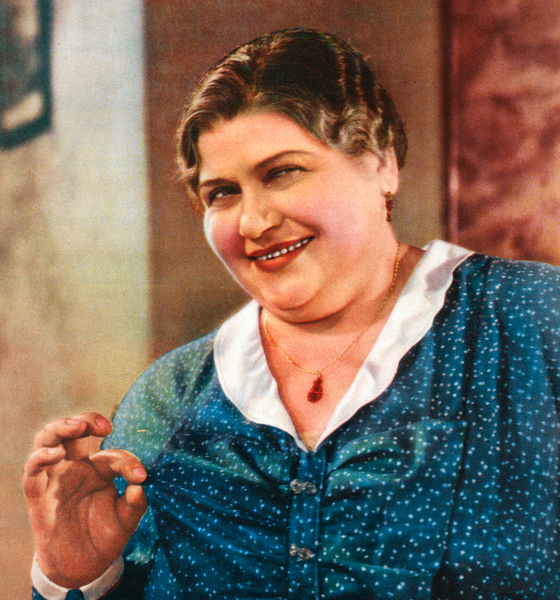
Antonie Nedošinská ve filmu Vladimíra Slavínského Pokušení paní Antonie (1934)

Antonie Nedošinská, rozená Antonie Valečková (25. června 1885 Smíchov – 17. července 1950 Poděbrady) byla česká herečka.

## Životopis

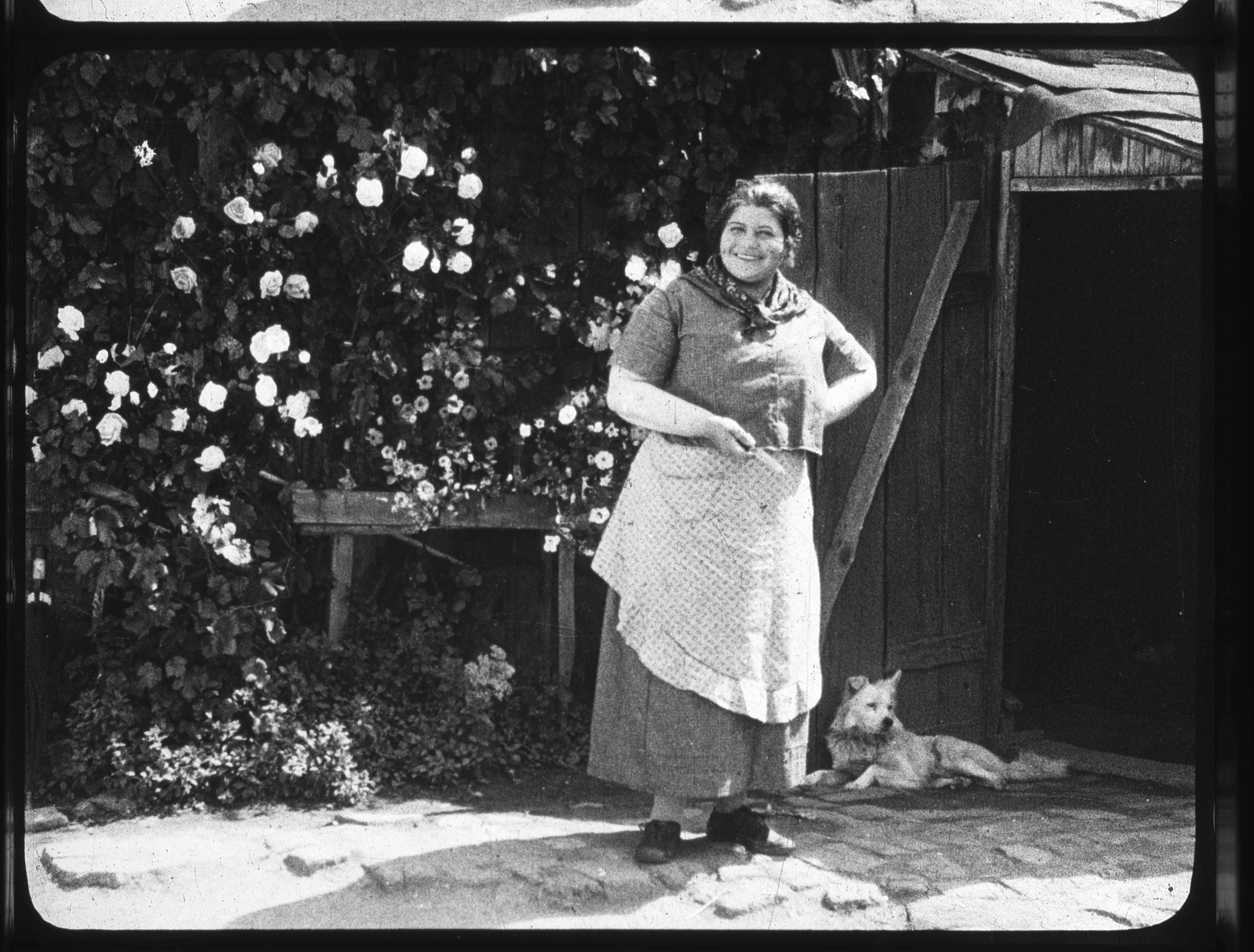
Antonie Nedošinská na záběru z filmu „Do panského stavu“ z roku 1925

Narodila se na Smíchově u Prahy, nejprve se začala učit švadlenou, ale již tehdy hrála ochotnicky divadlo a navštěvovala soukromě herecké kurzy u Karla Želenského. Profesionálně začínala hrát s kočovnými hereckými společnostmi (společnost Karla Faltyse, A. Sedláčka, R. Morávka), a to i přes nevůli svých rodičů. Později se provdala za herce Jiřího Nedošinského, se kterým měla jedinou dceru Jiřinu Nedošinskou provdanou Češkovou (1911–1998), a dočkala se i vnučky Soni Češkové provd. Šálkové (* 1949) později překladatelka a tlumočnice,  a vnuka Ivana (* 1945). S Jiřím Nedošinským  se vrátila do Prahy a stala se členkou smíchovského Švandova divadla (1919–1928). Od roku 1928 do roku 1940 byla členkou Národního divadla v Praze. Zde ztvárnila celou řadu krásných charakterních rolí. Hostovala rovněž v dalších divadlech, např. Dělnickém divadle na Kladně, v pražském Intimním divadle, v Divadle na Vinohradech, v plzeňském a Východočeském divadle.
Největší slávu jí však přinesl až film, od roku 1916 si zahrála nejprve v 38 němých filmech, už v nich se stala výraznou představitelkou bodrých žen z lidu, citlivých a dobrosrdečných maminek. Byla velice oblíbená pro svůj neokázalý civilní herecký projev. Největší slávu jí však zajistily snímky, kde byl jejím hereckým partnerem Theodor Pištěk, ve většině filmů spolu hráli manžele. Stali se tak vlastně historicky prvním slavným filmovým párem českého filmu. Kromě této herecké polohy se však dokázala dobře uplatnit v rolích dramatických a psychologicky komplikovaných, uměla hrát i zlé a nesnášenlivé ženy. Za svůj život si zahrála bezmála ve stovce českých filmů, v roce 1946 dokonce obdržela čestný titul Průkopnice českého filmu, jíž zůstala bezesporu až do dnešních dob.

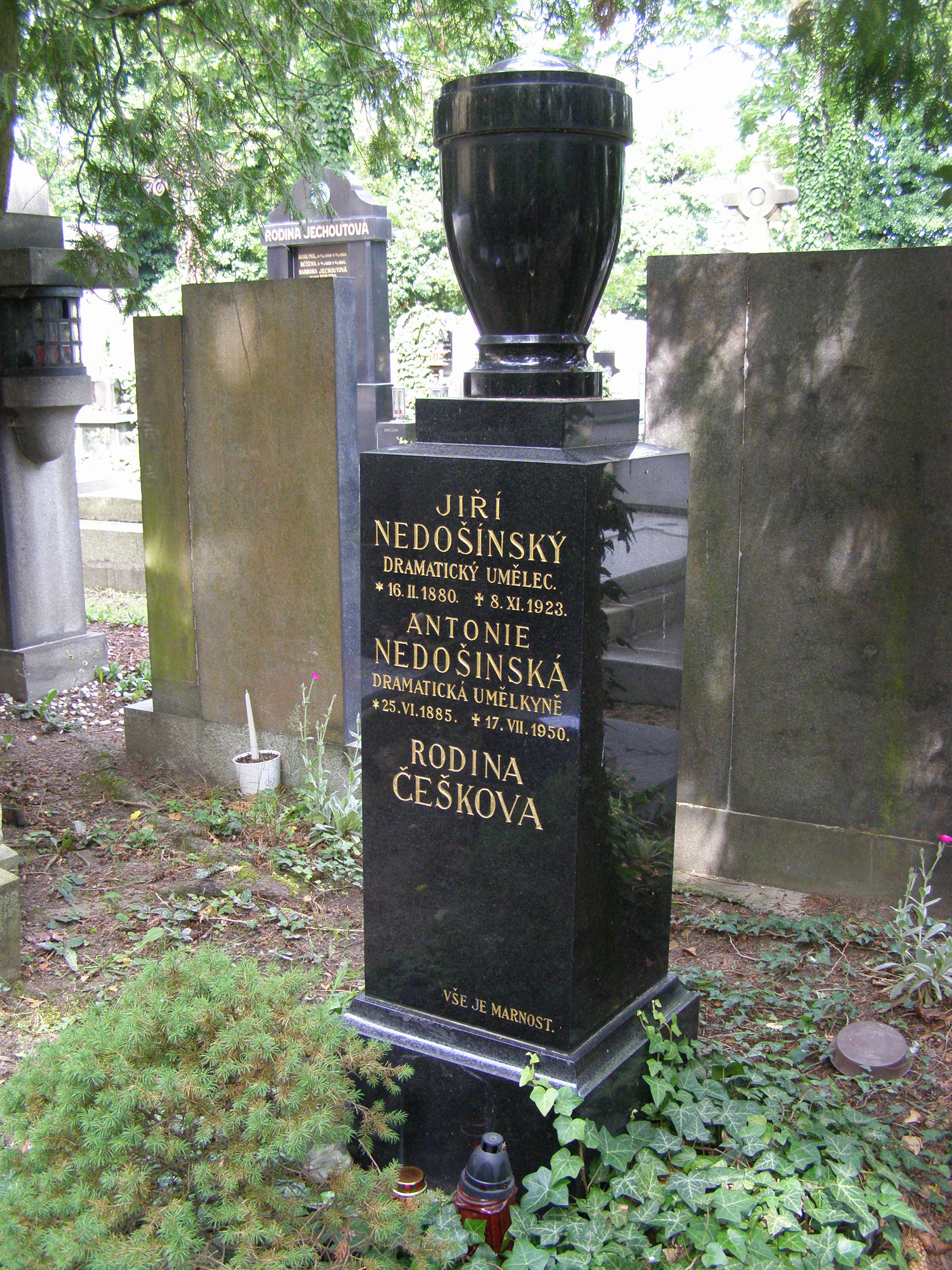
Hrob na hřbitově Malvazinky v Praze

Ke konci života jí trápily zdravotní potíže, které se snažila oddálit v poděbradských lázních, kde i zemřela. Je i s manželem, dcerou a zetěm pochována na hřbitově Malvazinky v Praze.

## Citát
| „              | Nejzávažnější rys, jež vyznačuje umění Antonie Nedošinské, je její lidovost. Je to dobrá herečka českých lidových postav. V salonu se jí nedaří. Nemá pro salon prostředků ani fysických, ani společenských. Její pomenší zavalitá postava, kulatý obličej, jenž se dovede do široka rozzářit úsměvem, v němž je vždy jakási až hanácká bodrost, její hlas, v němž zní taky tak doširoka pohoda a široký komický úžas, její gesto, jež má vždy cosi nehledaného a nekonstruovaného, její široká charakteristika a široká plastika postav – to vše ji přímo předurčuje k rolím lidovým. | “ |
| — Joža Götzová | |   |